# أحمد رافع
أحمد رافع (4 نوفمبر 1960 -)، ممثل سوري من أصل فلسطيني من قرية ترشيحا، وهو والد الممثل محمد رافع.

## حياته
كان الظهور الأول له على الشاشة الصغيرة عام 1973 حيث شارك في فيلم ذكرى ليلة حب، لتتوالى بعد ذلك أعماله في مجال السينما. مثل في عدة مسلسلات وأفلام ومسرحيات وأعمال مسرحية وتلفزيونية وسينمائية سورية. وهو عضو في نقابة الفنانين منذ عام 1984.

## أعماله الفنية الهيبة 2
- بروكار ج2
- وردة شامية
- خلف الجدران
- أنشودة المطر
- أيام الغضب
- قلب دافئ
- الإخوة
- بطل من هذا الزمان
- عودة غوار
- الرجل س
- العبابيد
- بنت الضرة
- طاحون الشر2
- ليالي الصالحية
- مرايا
- صرخة روح
- حصاد السنين
- اتفضلوا ممنوع الدخول (فيلم)
- ذكرى ليلة حب (فيلم)
- سوق الورق